# Marcel Fässler (Bobfahrer)
Marcel Fässler (* 21. Februar 1959) ist ein ehemaliger Schweizer Bobfahrer und Olympiasieger.
Marcel Fässler arbeitete bei der PTT und war Mitglied des Bobclubs Zürichsee. Obwohl er nie eine Medaillen-Platzierung bei einer internationalen oder der Schweizer Meisterschaft erreicht hatte, stand er statt Rolf Strittmatter im Schweizer Aufgebot für die Olympischen Spiele 1988 in Calgary. Dort trat er im Viererbob von Ekkehard Fasser an zusammen mit Kurt Meier und Werner Stocker. Im dritten Durchgang erreichte Fassers Bob die schnellste Laufzeit aller Teilnehmer und ging in Führung, Wolfgang Hoppe aus der DDR kam im vierten Lauf noch bis auf sieben Hundertstelsekunden an Fasser heran, aber Fassers Team erhielt dank seinem dritten Lauf die olympische Goldmedaille.